# رفلکس بتسولد–یاریش
رفلکس بتسولد–یاریش (انگلیسی: Bezold–Jarisch reflex) یا رفلکس فون بتسولد–یاریش رفلکسی است که در آن فرآیندهای قلبی–عروقی و عصبی باعث هیپوپنه (تنفس بیش از حد کم‌عمق یا تعداد تنفس پایین به‌طور غیرطبیعی، افت فشار خون (فشار خون پایین غیرطبیعی) و برادی‌کاردی (ضربان پایین قلب در حالت استراحت به‌طور غیرطبیعی) در پاسخ به محرک‌های مضر شناسایی‌شده در بطن‌های قلب می‌شود. این رفلکس به نام آلبرت فون بتسولد و آدولف یاریش دوم نامگذاری شده است. اهمیت این کشف در این است که این نخستین شناسایی یک رفلکس شیمیایی (غیر مکانیکی) بود.
این دو دانشمند علائم سه‌گانهٔ رفلکس بتسولد–یاریش (هیپوپنه+برادی‌کاردی+هیپوتانسیون) را در سال ۱۸۶۷ با تزریق وریدی آلکالوئیدهای خربق‌های کاذب ایجاد کردند و به این نتیجه رسیدند که علت این علائم فعال شدن عصب واگ است. برادی‌کاردی و هیپوپنه به ترتیب از گیرنده‌های آناتومیک متمایزی در قلب و ریه ناشی می‌شوند و امروزه اینکه آیا هیپوپنه باید به عنوان بخشی از رفلکس در نظر گرفته شود یا خیر، مورد بحث است. محل‌های ورودی کمورفلکس و بارورفلکس با هم همپوشانی دارند و شواهدی وجود دارد که نشان می‌دهد این رفلکس‌ها یکدیگر را تعدیل یا تغییر می‌دهند که اینکار احتمالاً از طریق اعمال انتقال‌دهنده‌های عصبی تحریکی و مهاری، مانند سروتونین و گاما آمینوبوتیریک اسید انجام می‌شود. اگرچه این رفلکس در ابتدا در پاسخ به آلکالوئیدهای خربق‌های کاذب ایجاد و توصیف شد، اما می‌توان آن را توسط بسیاری از مواد شیمیایی فعال بیولوژیکی، از جمله نیکوتین، کپسایسین، برادی‌کینین، پپتید ناتریورتیک دهلیزی، پروستانوئیدها، گشادکننده‌های ویریدی نیتراتی، مسدودکننده گیرنده آنژیوتانسین ۲ نوع اول و آگونیست‌های سروتونین تحریک کرد. همچنین ممکن است به پاسخ‌های پاتوفیزیولوژیکی مختلف دیده شود، مانند:
- خونریزی شدید و کاهش حجم داخل عروقی[۶]
- ایسکمی ماهیچه قلب: در یک ساعت نخست پس از سکته قلبی این رفلکس موجب برادی‌کاردی می‌شود.[۱۲]
- کاهش فشار خون در جریان برقراری دوبارهٔ جریان خون در سرخرگ‌های کرونر قلب[۵]
- کاهش فشار خون به‌دنبال تزریق مادهٔ حاجب در آنژیوگرافی عروق کرونر قلب[۵]
- سنکوپ در اثر فعالیت بدنی در مبتلایان به تنگی دریچهٔ آئورت[۱۳]
- بی‌حسی نخاعی[۱۴] بلوک شبکۀ عصبی بازویی از طریق ماهیچۀ اسکالن.[۱۵]
- سنکوپ وازو-واگال. گرچه نقش رفلکس بتسولد–یاریش در این نوع سنکوپ کاملاً روشن نیست. اما یک نمونه آن مستعد بودن زیاد فضانوردان به سنکوپ اُرتواستاتیک پس از پروازهای فضایی است.[۱۶]